# Bálint András (színművész)

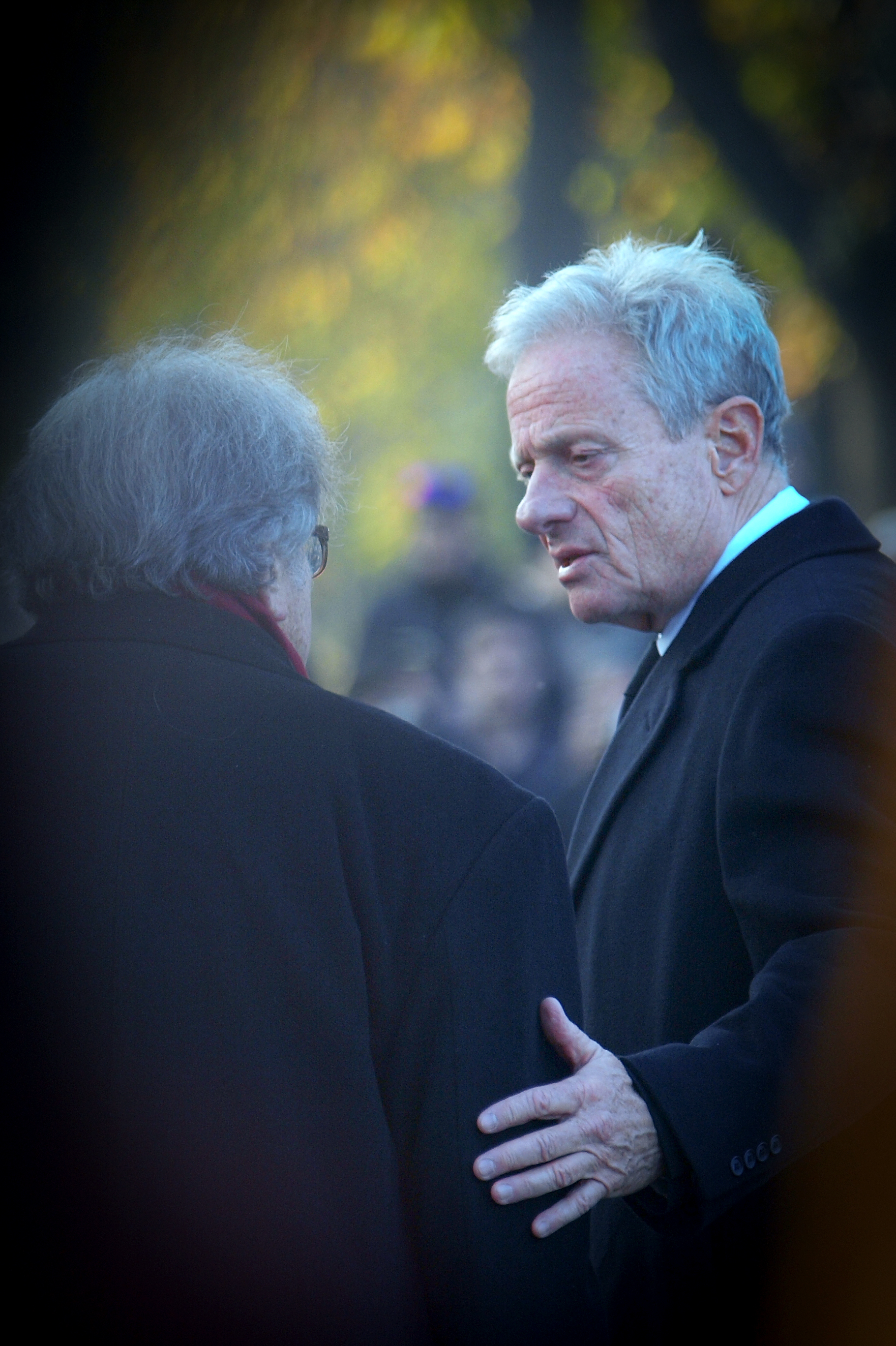
Göncz Árpád temetésén Konrád Györggyel (2015)

Bálint András (Pécs, 1943. április 26. –) Kossuth- és Jászai Mari-díjas magyar színész, versmondó, színházigazgató, rendező, érdemes művész, a Halhatatlanok Társulatának örökös tagja.

## Életpályája
1943-ban született.  1965-ben végzett a Színház- és Filmművészeti Főiskolán, majd ezután a pécsi Nemzeti Színházhoz szerződött. 1969-től a Madách Színház, 1980-tól a Magyar Filmgyártó Vállalat társulatának színésze volt. 1985 és 2016 között a Radnóti Miklós Színház igazgatója volt, majd maradt a színház tagja. 1983 óta tanított a Színház- és Filmművészeti Főiskolán.
2017. október 3-án tartotta székfoglaló előadását a Széchenyi Irodalmi és Művészeti Akadémián.

## Családja
Apai nagyapja Bleyer Zoltánként született, később vette fel a Bálint nevet. Nagyanyja horvát származású volt. Édesapja orvosprofesszor, édesanyja előbb vegyész, majd fordító volt.
Első felesége Uhrik Dóra táncosnő volt. Második felesége Bodnár Erika színésznő volt. Harmadik felesége Deák Krisztina rendező, tőle egy fia, Bálint Dániel (1985–) született.

## Színpadi szerepei
- Miroslav Krleża: A Glembay ház / Ignjat Glembay - (r.: Valló Péter) Radnóti Színház, 2015.
- Heltai naplója / Heltai Jenő - (r.: Deák Krisztina) Radnóti Színház, 2015
- Dosztojevszkij: Karamazov testvérek / Nagy inkvizítor – (r.: Valló Péter) Radnóti Színház, 2014
- Euripidész: Oresztész / Tündareósz – (r.: Horváth Csaba) Radnóti Színház, 2014
- Anton Pavlovics Csehov: Apátlanul / Porfirij Szemjonovics Glagoljev, földbirtokos – (r.: Alföldi Róbert) Radnóti Színház, 2014
- Arthur Schnitzler: Anatol és a nők / Franz, inas – (r.: Bálint András) Radnóti Színház, 2014
- Nényei Pál: Mozgófénykép / Horthy Miklós, a kormányzó – (r.: Göttinger Pál) Radnóti Színház, 2013
- Nyikolaj Vasziljevics Gogol: Holt lelkek / Narrátor – (r.: Valló Péter) Radnóti Színház, 2013
- George Bernard Shaw: Pygmalion / Pickering ezredes – (r.: Valló Péter) Radnóti Színház, 2011
- Iszaak Babel: Alkony / Arje-Lejb, templomszolga – (r.: Valló Péter) Radnóti Színház, 2010
- Brian Clark: Mégis, kinek az élete? / Dr. Michael Emerson – (r.: Puskás Tamás) Centrál Színház, 2009
- Szálinger Balázs: Oidipusz gyermekei / Oidipusz – (r.: Valló Péter) Radnóti Színház, 2009
- Henrik Ibsen: Solness építőmester / Halvard Solness – (r.: Kiss Csaba) Radnóti Színház, 2008
- Ingmar Bergman: Rítus / Bíró – (r.: Lukáts Andor) Radnóti Színház, 2008
- Paul Gavault: A Csodagyermek / Lansquenet – (r.: Valló Péter) Radnóti Színház, 2007
- Jean Racine: Phaedra / Thézeusz, Aigeusz fia, Athén királya – (r.: Valló Péter) Új Színház, 2006
- Hamvai Kornél: Castel Felice / Öregember – (r.: Valló Péter) Radnóti Színház, 2005
- Anton Pavlovics Csehov: Cseresznyéskert / Gajev – (r.: Valló Péter) Radnóti Színház, 2005
- William Shakespeare: III. Richárd / IV. Edward király – (r.: Valló Péter) Nemzeti Színház, 2004
- Janusz Glowacki: Negyedik nővér / Jurij Alekszejevics – (r.: Rusznyák Gábor) Radnóti Színház, 2004
- Frank Wedekind: Lulu / Dr. Franz Schön – (r.: Deák Krisztina) Radnóti Színház, 2004
- Forgách András: Aranysárkány / Novák Antal – (r.: Forgách András) Petőfi Színház, 2003
- Kapecz Zsuzsa: Vedd könnyen, szivi! / Zarnóczky Géza – (r.: Selmeczi György) Új Színház, 2002
- Anton Pavlovics Csehov: Három Nővér / Csebutikin – (r.: Verebes István) Radnóti Színház, 2002
- William Shakespeare: III. Richárd / IV. Edward király – (r.: Valló Péter) Szegedi Szabadtéri Játékok, 2002
- Molnár Ferenc: Az ördög / Az Ördög – (r.: Forgács Péter) Radnóti Színház, 2002
- Márai Sándor: Kaland / Kádár Péter – (r.: Tasnádi Csaba) Miskolci Nemzeti Színház, 2001
- Harold Pinter: A Születésnap / Goldberg – (r.: Gothár Péter) Radnóti Színház, 2000
- William Shakespeare: Athéni Timon / szereplő – (r.: Zsótér Sándor) Radnóti Színház, 2000
- Móricz Zsigmond: Rokonok / Polgármester – (r.: Jordán Tamás) Radnóti Színház, 2000
- Anton Pavlovics Csehov: Sirály / Dorn – (r.: Valló Péter) Radnóti Színház, 1999
- Euripidész: Iphigeneia Auliszban / Agamemnón – (r.: Valló Péter) Radnóti Színház, 1998
- Pedro Calderón de la Barca: VIII. Henrik / Pasquin – (r.: Telihay Péter) Radnóti Színház, 1997
- Anton Pavlovics Csehov: Ványa bácsi / Szerebrjakov – (r.: Valló Péter) Radnóti Színház, 1996
- Jean Genet: Cselédek / Madame – (r.: Jeles András) Radnóti Színház, 1996
- Edward Albee: Nem félünk a farkastól / George – (r.: Gothár Péter) Radnóti Színház, 1995
- Nyikolaj Vasziljevics Gogol: Háztűznéző / Anucskin – (r.: Valló Péter) Radnóti Színház, 1994
- Carlo Gozzi: A Szarvaskirály / A Férfi – (r.: Deák Krisztina) Radnóti Színház, 1994
- David Mamet: Oleanna / John – (r.: Deák Krisztina) Budapesti Kamaraszínház, 1994
- Henrik Ibsen: Rosmersholm / Johannes Rosmer – (r.: Valló Péter) Bartók Kamaraszínház, 1993
- Botho Strauß: Az idő és a szoba / Julius – (r.: Szikora János) Radnóti Színház, 1992
- August Strindberg: Bertha és Axel / Östermark – (r.: Valló Péter) Radnóti Miklós Színház, 1991
- George Bernard Shaw: Pygmalion / Henry Higgins – (r.: Babarczy László) Radnóti Miklós Színház, 1990
- Henrik Ibsen: Nóra / Helmer – (r.: Valló Péter) Radnóti Miklós Színház, 1989
- George Bernard Shaw: Johanna / Érsek – (r.: Verebes István) Radnóti Miklós Színház, 1988
- William Shakespeare: Julius Caesar / szereplő – (r.: Valló Péter) Radnóti Miklós Színház, 1988
- Molnár Ferenc: Úri divat / Juhász Péter – (r.: Verebes István) Radnóti Miklós Színpad, 1987
- Gottlieb Stephanie: Szöktetés a szerájból / Szelim pasa – (r.: Gazdag Gyula) Magyar Állami Operaház, 1987
- Sam Shepard: Hóhér és bolond / dr. Hirsch – (r.: Szurdi Miklós) Radnóti Miklós Színpad, 1986
- Sam Shepard: Valódi Vadnyugat / Austin – (r.: Verebes István) Radnóti Miklós Színpad, 1986
- Artur Schnitzler: Anatol és a nők / Anatol – (r.: Paál István) Szigligeti Színház, 1984
- David Storey: Otthon / Jack – (r.: Paál István) Dunaújvárosi Bemutatószínpad, 1983
- Miroslav Krleža: Glembay - vér / Leone Glembay – (r.: Emőd György) Kisfaludy Színház, 1982
- Henrik Ibsen: A vadkacsa / Gregers Werle – (r.: Lengyel György) Játékszín, 1982
- Szabó Magda: A meráni fiú / Frigyes – (r.: Lengyel György) Madách Színház, 1980
- Boldizsár Miklós: A hős avagy Zrínyi Péter horvát bán halálának szomorú története / I. Lipót – (r.: Karinthy Márton) Játékszín, 1980
- Pierre Marivaux: Két nő között / Lélio – (r.: Berek Kati) Egervári Esték, 1979
- Verebes István: Üzenet / Halász – (r.: Bencze Zsuzsa) Radnóti Miklós Színpad, 1979
- Szakonyi Károly: A hatodik napon / Bandi – (r.: Lengyel György) Madách Színház, 1978
- Molière: Tartuffe / Cléante – (r.: Lengyel György) Madách Színház, 1978
- Molière: Versailles-i rögtönzés / Brécourt – (r.: Lengyel György) Madách Színház, 1978
- Szabó Magda: Régimódi történet / Majthényi Béla – (r.: Lengyel György) Madách Színház, 1977
- Müller Péter: A vihar kapujában / Férj – (r.: Szirtes Tamás) Madách Színház, 1977
- Garai Gábor: Orfeusz átváltozásai / Orfeusz – (r.: Sík Ferenc) Gyulai Vár, 1977
- Gyurkovics Tibor: Isten nem szerencsejátékos / Vizsgálóbíró – (r.: Kerényi Imre) Madách Színház, 1976
- Németh László: Széchenyi / Béla – (r.: Ádám Ottó) Radnóti Színház, 1976
- Illés Endre: Spanyol Izabella / Az Inkvizíció titkára – (r.: Lengyel György) Madách Színház, 1976
- Bertolt Brecht: Én, Bertolt Brecht... / szereplő – (r.: Kerényi Imre) Madách Színház, 1975
- Henrik Ibsen: Hedda Gabler / Jörgen Tesman – (r.: Lengyel György) Madách Színház, 1974
- Somlyó György: Teljes ének - Dél-Amerika hangja – (r.: Bencze Zsuzsa) Irodalmi Színpad, 1974
- Illés Endre: Névtelen levelek / Iván – (r.: Lengyel György) Madách Színház, 1974
- Gyárfás Miklós: Beatrix / Méz Pál – (r.: Lengyel György) Madách Színház, 1973
- Polgár András: A szembesítés eredménytelen / Ügyész – (r.: Szirtes Tamás) Madách Színház, 1973
- Karinthy Ferenc: Szellemidézés / Holczer – (r.: Lengyel György) Madách Színház, 1972
- George Bernard Shaw: Candida / Lexy Mill – (r.: Kerényi Imre) Madách Színház, 1972
- Herman Wouk: Zendülés a Caine hajón / Dr. Allen Bird – (r.: Vámos László) Madách Színház, 1972
- Örkény István: Egyperces novellák / szereplő – (r.: Léner Péter) Irodalmi Színpad, 1972
- Molière: A mizantróp / Clitandre – (r.: Vámos László) Madách Színház, 1971
- Devecseri Gábor: Thamos, Egyiptom királya / Thamos királyfi – (r.: Huszár Klára) Szombathelyi Iseum, 1971
- Benedek András: Rab ember fiai / Tamás – (r.: Lengyel György) Bartók Gyermekszínház, 1971
- Móricz Zsigmond: Groteszk / Az inas – (r.: Lengyel György) Madách Színház, 1970
- Agatha Christie: Eszményi gyilkos / Blunt őrmester – (r.: Gábor Miklós) Madách Színház, 1970
- Tom Stoppard: Nagy szimat avagy az igazi mesterdetektív / Moon – (r.: Lengyel György) Madách Színház, 1970
- Thornton Wilder: Hosszú karácsonyi ebéd / Charles – (r.: Lengyel György) Madách Színház, 1970
- Heltai Jenő: Lumpáciusz Vagabundusz / Gyalu – (r.: Sík Ferenc) Pécsi Nemzeti Színház, 1969
- Dévényi Róbert: Páros merülés / Vedress Attila – (r.: Dobai Vilmos) Pécsi Nemzeti Színház, 1969
- William Shakespeare: Sok hűhó semmiért / Claudio – (r.: Nógrádi Róbert) Pécsi Nemzeti Színház, 1968
- Dante Alighieri - Weöres Sándor - Kazimir Károly: Isteni színjáték / szereplő – (r.: Kazimir Károly) Körszínház, 1968
- William Shakespeare: Vízkereszt vagy amit akartok / Bohóc – (r.: Kapás Dezső) Vígszínház, 1968
- Jékely Zoltán: Mátyás király juhásza / Juhász – (r.: Babarczy László) Pécsi Nemzeti Színház, 1968
- Thury Zoltán: Katonák / Veress Ákos – (r.: Babarczy László) Pécsi Nemzeti Színház, 1967
- Viktor Rozov: Érettségi találkozó / Igor – (r.: Nógrádi Róbert) Pécsi Nemzeti Színház, 1967
- William Shakespeare: Rózsák háborúja / VI. Henrik – (r.: Dobai Vilmos) Pécsi Nemzeti Színház, 1967
- Leonyid Szolovjev: Naszreddin kalandjai / Ragyabunkó – (r.: Babarczy László) Pécsi Nemzeti Színház, 1967
- Rolf Hochhuth: A helytartó / Páter Riccardo Fontana SJ – (r.: Babarczy László) Pécsi Nemzeti Színház, 1967
- Babay József: Három szegény szabólegény / Posztó Márton – (r.: Sík Ferenc) Pécsi Nemzeti Színház, 1966
- Leo Stein: Csárdáskirálynő / Tonelli – (r.: Szilágyi Sándor) Pécsi Nemzeti Színház, 1966
- William Shakespeare: Szeget szeggel / A Férfi – (r.: Dobai Vilmos) Pécsi Nemzeti Színház, 1966
- Jean-Paul Sartre: A legyek / Orestes – (r.: Nógrádi Róbert) Pécsi Nemzeti Színház, 1966
- James Baldwin: Ének Charlie úrért / Pete – (r.: Dobai Vilmos) Pécsi Nemzeti Színház, 1966
- Bertolt Brecht: Az anya / Pavel Vlaszov – (r.: Babarczy László) Pécsi Nemzeti Színház, 1965
- William Shakespeare: Lear király / Edgar – (r.: Dobai Vilmos) Pécsi Nemzeti Színház, 1965
- Fehér Klára: Furcsa éjszaka / Tamási – (r.: Ádám Ottó) Irodalmi Színpad, 1965
- Martti Larni: A negyedik csigolya (Mr. Finn Amerikában) / Quartett, TV- és rádióműsor (...) páciensek – (r.: Gosztonyi János) Thália Színház, 1965
- Makszim Gorkij: A Nap fiai / Protaszov – (r.: Szinetár Miklós) Ódry Színpad, 1965
- William Shakespeare: Második Richard / Aumerle hercege – (r.: Kazimir Károly) Thália Színház, 1965
- Füst Milán: Negyedik Henrik király / szereplő – (r.: Pártos Géza) Madách Színház, 1964
- Georg Büchner: Leonce és Léna / Leonce – (r.: Babarczy László) Ódry Színpad, 1964
- Luigi Pirandello: Az ember, az állat és az erény / Belli – (r.: Szinetár Miklós) Nemzeti Színház, 1964
- William Shakespeare: Ahogy tetszik / Le Beau – (r.: Vámos László) Ódry Színpad, 1964
- Pavel Kohout: A harmadik nővér / Egy fiú – (r.: Pethes György) Nemzeti Színház, 1963

### Önálló estek
- Heltai naplója – Bálint András estje (r.: Deák Krisztina) Radnóti Színház, 2015
- Bálint András és Dinyés Dániel Heltai-estje - Irodallam sorozat (r.: Bálint András) Radnóti Színház, 2013
- Úr és kutya – Bálint András estje (r.: Deák Krisztina) Radnóti Színház, 2012
- Radnóti – Bálint András Radnóti Miklós estje (r.: Deák Krisztina) Radnóti Színház, 2007
- Arany – Bálint András Arany János estje (r.: Forgács Péter) Radnóti Színház, 2004
- INRI – Bálint András estje (r.: Deák Krisztina) Radnóti Színház, 1997
- Márai naplói – Bálint András Márai Sándor estje (r.: Bencze Zsuzsa) Radnóti Színház, 1992
- Esti kérdés – Bálint András Babits Mihály estje (r.: Bencze Zsuzsa) Radnóti Miklós Színház, 1990
- Radnóti naplója – Bálint András Radnóti Miklós estje (r.: Gazdag Gyula) Radnóti Miklós Színpad, 1986
- Szép Ernő és a lányok – Bálint András Szép Ernő estje (r.: Bencze Zsuzsa) Radnóti Miklós Színpad, 1984
- Boldog szomorú dal – Bálint András Kosztolányi Dezső estje (r.: Bencze Zsuzsa) Radnóti Miklós Színpad, 1979
- Sem emlék, sem varázslat – Bálint András Radnóti Miklós estje (r.: Gáspár János) Radnóti Miklós Színpad, 1976, 1979

### Rendezései
- Arthur Schnitzler: Anatol és a nők – Radnóti Színház, 2014
- Ingmar Bergman: Jelenetek egy házasságból – Radnóti Színház, 2012.
- Libikóka, Krizsó Szilviával fent és lent - beszélgetős sorozat – Radnóti Színház, 2012-
- Bernard Slade: Romantikus komédia – Thália Színház, 2010.
- Alan Bennett: Beszélő fejek II. (Kutya az udvaron, Bogár a cukortartóban, Fölfedezi a lábát) – Thália Színház, 2009.
- Térey János: Asztalizene – Ódry Színpad, 2009.
- Nyugat 100 - Kosztolányi Dezső – Radnóti Színház, 2008.
- Alan Bennett: Beszélő fejek (A levelek hölgye, Egy lencsészsákon, Dudorászó, A nagy esély) – Thália Színház, 2006.
- Paul Portner: Hajmeresztő – Radnóti Miklós Színház, 1992.
- Euripidész: Oresztés

## Filmszerepei

### Játékfilmek
- Micsoda éjszaka (1958)
- Álmodozások kora (1964)
- Sikátor (1966)
- Szent János fejevétele (1966)
- Apa - Egy hit naplója (1966)
- Fényes szelek (1968)
- Imposztorok (1969)
- Szerelmesfilm (1970)
- Staféta (1971) .... Zoltán
- Sárika drágám (1971)
- Trotta (1971)
- Még kér a nép (1972)
- Kísérleti dramaturgia (1972)
- Lila ákác (1972)
- Tűzoltó utca 25. (1973)
- 141 perc a befejezetlen mondatból (1975)
- Kopjások (1975)
- Budapesti mesék (1976)
- Tükörképek (1976)
- BUÉK! (1978)
- Boldog születésnapot Marylin (1980)
- Szeretők (1984)
- Redl ezredes (1985)
- Hajnali háztetők (1986)
- Szörnyek évadja (1987)
- Jézus Krisztus horoszkópja (1988)
- Eszterkönyv (1989)
- Ébredés (1994)
- Szomorú vasárnap (1999)
- Film... (2000)
- Chacho Rom (2002)
- Boldog Születésnapot (2003)
- Csöpp szívem (2005)
- A Hold és a csillagok (2005)
- Defekt (2008)
- Variációk (2009)
- Budapest (2009)
- Aglaja (2012)
- Zárójelentés (2020)
- Ma este gyilkolunk (2024)

### Tévéfilmek
- Két nap júliusban (1968)
- Kira Georgievna (1968)
- Az ember tragédiája (1969)
- Holnap reggel (1970)
- A szerető (1970)
- Vasárnapok (1971)
- Pirx kalandjai (1972)
- Aranyliba (1972)
- ...és a holtak újra énekelnek (1973)
- A professzor a frontra megy (1973)
- 12 egy tucat (1973)
- Árpád, a cigány (1973)
- Gyilkosok (1974)
- Magyar tájak (1974-1991) .... Narrátor
- A tolvaj és a bírák (1975)
- Galilei (1977)
- A kisfiú meg az oroszlánok (1977)
- Volt egyszer egy színház (1977)
- Mednyánszky (1978)
- Ezer év (1980)
- Tündér Lala (1980)
- Fazekak (1982)
- Faustus doktor boldogságos pokoljárása (1982)
- Levél apámhoz (1982)
- Egymilliárd évvel a világvége előtt (1983)
- Hello, Einstein! (1984)
- Torquato Tasso (1984)
- Vonzások és választások (1985)
- Kémeri 1-5. (1985)
- Csinszka (1987)
- Küldetés Evianba (1988)
- Hungarian Dracula (1988) .... ÁVH-s tiszt
- Sztálin (1992)
- X polgártárs (1995)
- Családi nyár (1996)
- Rendőrsztori (2000)
- 56 villanás (2007)
- Ciklámen
- Apacsok (2011)

## Cd-k és hangoskönyvek
- 25 legszebb magyar vers

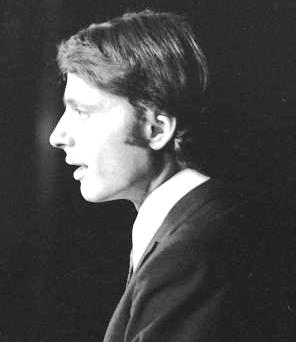
Az Egyetemi Színpadon 1970-ben

- Antoine de Saint-Exupéry: A kis herceg
- Arany János versei
- Arany János: Toldi
- Görgey Gábor: Vadászszőnyeg
- Radnóti és Fanni
- Márai Sándor: Egy polgár naplóiból

## Díjai, elismerései
- Jászai Mari-díj (1977)
- Magyar Filmkritikusok Díja – Legjobb férfi alakítás díja (1977)
- Színikritikusok díja (1987)
- Érdemes művész (1988)
- TV-kritikusok díja (1989)
- VI. Országos Színházi Találkozó Legjobb férfi alakítás díja (1996) – Nem félünk a farkastól (George)
- Színikritikusok Díja – Legjobb férfi epizódalakítás díja (1997) – Ványa bácsi (Szerebrjakov)
- Pro Urbe Budapest díj (2002)[7]
- Kossuth-díj (2003)
- Radnóti Miklós antirasszista díj (2004)
- Terézváros díszpolgára (2006)
- Örökös tag a Halhatatlanok Társulatában (2008)
- Prima díj (2009)
- Hazám-díj (2009)
- Jubileumi Prima Primissima díj (2012)
- Arany Medál Életműdíj (2014)[8]
- Budapest díszpolgára (2015)[9]